# Övre Vättern
Övre Vättern är en sjö i Skinnskattebergs kommun i Västmanland och ingår i Norrströms huvudavrinningsområde. Sjön är 12 meter djup, har en yta på 3,65 kvadratkilometer och befinner sig 108 meter över havet. Sjön avvattnas av vattendraget Hedströmmen. Vid provfiske har bland annat abborre, braxen, gers och gädda fångats i sjön.

## Delavrinningsområde
Övre Vättern ingår i det delavrinningsområde (663785-149249) som SMHI kallar för Utloppet av Övre Vättern. Medelhöjden är 148 meter över havet och ytan är 34,23 kvadratkilometer. Räknas de 30 avrinningsområdena uppströms in blir den ackumulerade arean 386,48 kvadratkilometer. Hedströmmen som avvattnar avrinningsområdet har biflödesordning 3, vilket innebär att vattnet flödar genom totalt 3 vattendrag innan det når havet efter 200 kilometer. Avrinningsområdet består mestadels av skog (64 procent). Avrinningsområdet har 3,74 kvadratkilometer vattenytor vilket ger det en sjöprocent på 10,9 procent. Bebyggelsen i området täcker en yta av 0,43 kvadratkilometer eller 1 procent av avrinningsområdet.

## Fisk
Vid provfiske har följande fisk fångats i sjön:
- Abborre
- Braxen
- Gärs
- Gädda
- Gös
- Löja
- Mört
- Nors
- Siklöja